# Liste der finnischen Botschafter in Indonesien
Liste der finnischen Botschafter in Indonesien.
| Ernennung Akkreditierung | Name                   | Bemerkungen | ernannt von           | akkreditiert während der Regierung | Posten verlassen |
| ------------------------ | ---------------------- | ----------- | --------------------- | ---------------------------------- | ---------------- |
| 1923                     | Leopold T. Haasmann    | Honorkonsul | Kaarlo Juho Ståhlberg |                                    | 1945             |
| 1948                     | Cecil D. Ricardo       | Honorkonsul | Juho Kusti Paasikivi  | Sukarno                            | 1950             |
| 1950                     | Jan Besijn             | Honorkonsul | Juho Kusti Paasikivi  | Sukarno                            | 1953             |
| 1953                     | Birger Ek              | Honorkonsul | Juho Kusti Paasikivi  | Sukarno                            | 1956             |
| 1954                     | Hugo Valvanne          | Neu-Delhi   | Juho Kusti Paasikivi  | Sukarno                            | 1956             |
| 1958                     | Aaro Pakaslahti        | Neu-Delhi   | Urho Kekkonen         | Sukarno                            | 1959             |
| 1959                     | Sigurd von Numers      | Neu-Delhi   | Urho Kekkonen         | Sukarno                            | 1961             |
| 1961                     | Veli Helenius          | Neu-Delhi   | Urho Kekkonen         | Sukarno                            | 1964             |
| 1964                     | Asko Ivalo             | Neu-Delhi   | Urho Kekkonen         | Sukarno                            | 1968             |
| 1968                     | Wilhelm Schreck        | Neu-Delhi   | Urho Kekkonen         | Suharto                            | 1974             |
| 1974                     | Matti Cawén            |             | Urho Kekkonen         | Hamengkubuwono IX.                 | 1977             |
| 1977                     | Tuure Mentula          |             | Urho Kekkonen         | Hamengkubuwono IX.                 | 1982             |
| 1982                     | Pertti A.O. Kärkkäinen |             | Mauno Koivisto        | Adam Malik                         | 1985             |
| 1985                     | Erik Heinrichs         |             | Mauno Koivisto        | Umar Wirahadikusumah               | 1989             |
| 1989                     | Timo Koponen           |             | Mauno Koivisto        | Sudharmono                         | 1992             |
| 1992                     | Veli J. Ollikainen     |             | Mauno Koivisto        | Sudharmono                         | 1995             |
| 1996                     | Hannu Himanen          |             | Martti Ahtisaari      | Try Sutrisno                       | 2000             |
| 2000                     | Matti Pullinen         |             | Tarja Halonen         | Abdurrahman Wahid                  | 2003             |
| 2003                     | Markku Niinioja        |             | Tarja Halonen         | Megawati Sukarnoputri              | 2007             |
| 2007                     | Antti Koistinen        |             | Tarja Halonen         | Susilo Bambang Yudhoyono           | 2010             |
| 2010                     | Kai Sauer              |             | Tarja Halonen         | Boediono                           | 2010             |
| 2014                     | Päivi Hiltunen-Toivio  |             |                       |                                    |                  |